# Ile Baleine
Ile Baleine (Île Baleine, auch: Baleine, dt.: Walfischinsel) ist eine winzige Insel der Seychellen im Atoll Cosmoledo in den Outer Islands.

## Geographie
Die Insel liegt im westlichen Riffsaum des Atolls als südlicher Ausläufer von Menai, nördlich des Inselchens Ile aux Moustiques. Die Insel hat eine Fläche von 1,05 ha.